# Estación Terminal
Estación Terminal fue una telenovela argentina emitida en 1980 por (Canal 13) protagonizada por Raúl Aubel, Beatriz Día Quiroga, Stella Maris Closas y Nora Massi en el rol antagónico. Consta de 185 episodios.

## Equipo técnico
- La telenovela fue escrita por Roberto Valenti/ Gerardo Galván
- Escenografìa: Antón / Horacio de Lázzari
- Iluminación: César Polo Silveyra
- Producción: Ángel Rubén Mele
- Asistente de dirección: Julio César Vaca
- Dirección: Rubén Tobela/ Eduardo Valentini
- Producción integral: Martha Reguera

## Elenco
- Raúl Aubel (Gustavo Vélez)
- Beatriz Día Quiroga (Laura)
- Stella Maris Closas (Mariángel)
- Nora Massi (Nora)
- Valentín Arriaga (Cacho)
- Alberto Bonez (Mauro)
- Sandra Cappa (Cristina Vélez)
- María Danelli (Raquelita)
- Delfy De Ortega (Madre de Mariángel)
- Ana Duval (Viviana Vélez)
- Debie Feld (Betty Vélez)
- Héctor Fuentes (Saborido)
- Carlos Gross (Diariero)
- Aldo Kaiser (Jorge Bergés)
- Norma López Monet (Ramona)
- Roberto Merlino (Lustrabotas)
- Juan José Miguez (Don Rodrigo) (Abuelo)
- Sebastián Miranda (Sebastián Vélez)
- Boy Olmi (Davo Vélez)
- Ricardo Pald (Andrés Mellán)
- Ramón Perelló
- Elsa Piuselli (Adelina)
- Gloria Raines
- Gustavo Rey
- Virginia Romay (Marieta)
- Carlos Vanoni (Martín)
- Hilda Viñas (Rosa)